# Burg Stutz
Die Burg Stutz ist eine abgegangene mittelalterliche Höhenburg beim Ortsteil Kailbach der Stadt Oberzent im Odenwaldkreis in Hessen.

## Lage und Zugang

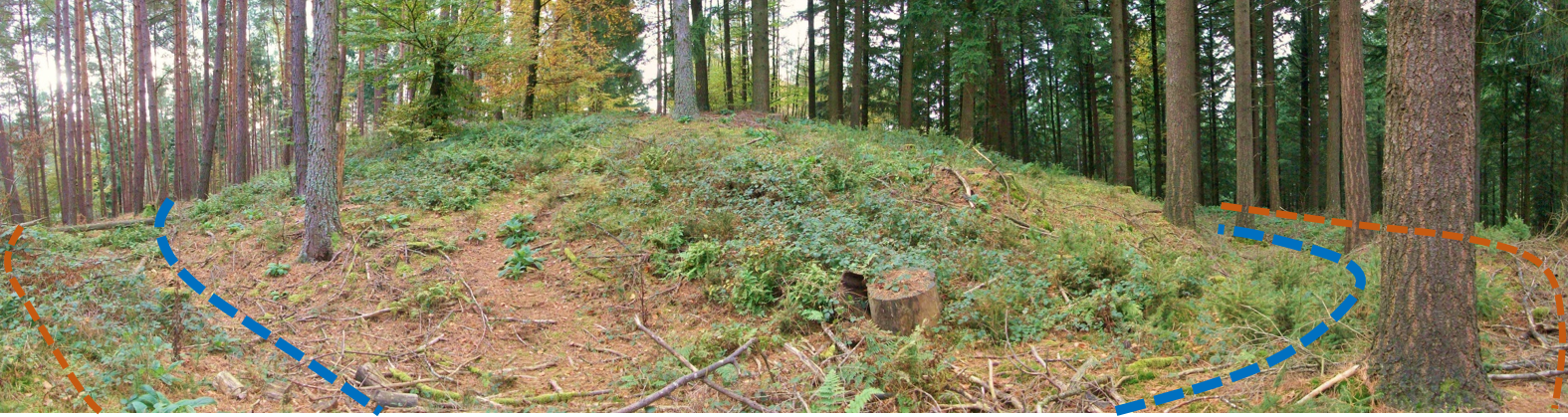
Panorama der Anlage, Blick Richtung Südwesten mit eingezeichnetem Wall- und Grabenverlauf.

Der Burgstall liegt auf dem 422 Meter hohen Stutz, südlich von Kailbach mit Blick ins Ittertal und auf das von der Odenwaldbahn genutzte Haintalviadukt nahe der Grenze zu Baden-Württemberg im südlichen Odenwald südwestlich des Dreiländerecks Hessen – Bayern – Baden-Württemberg. Die Anlage ist steil aufwärts auf einem Waldweg von der Ringstraße in Kailbach südwärts zu erreichen. An einem Wegekreuz kurz vor dem unterhalb des Stutz liegenden Forsthauses geht scharf rechts ein Rundweg ab, von dem nach etwa 150 Meter steil links auf den Berg ein mit einem gelben "V" markierter Weg bis zum Burgstall führt.

## Charakterisierung

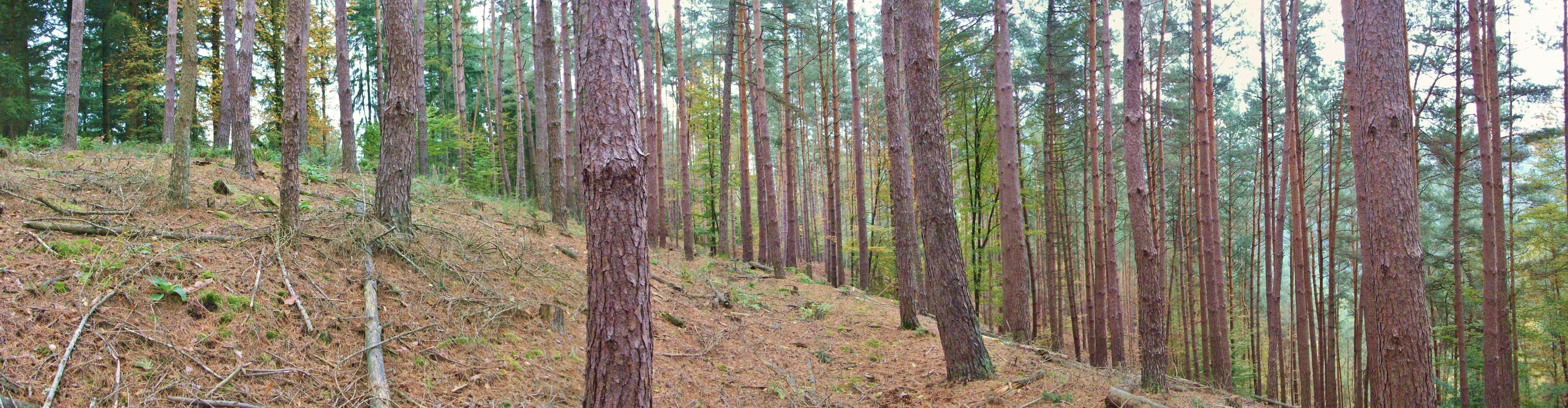
Blick nach Osten, der Ringgraben in der Bildmitte, Steilabfall Richtung Süden (zum heutigen Forsthaus)

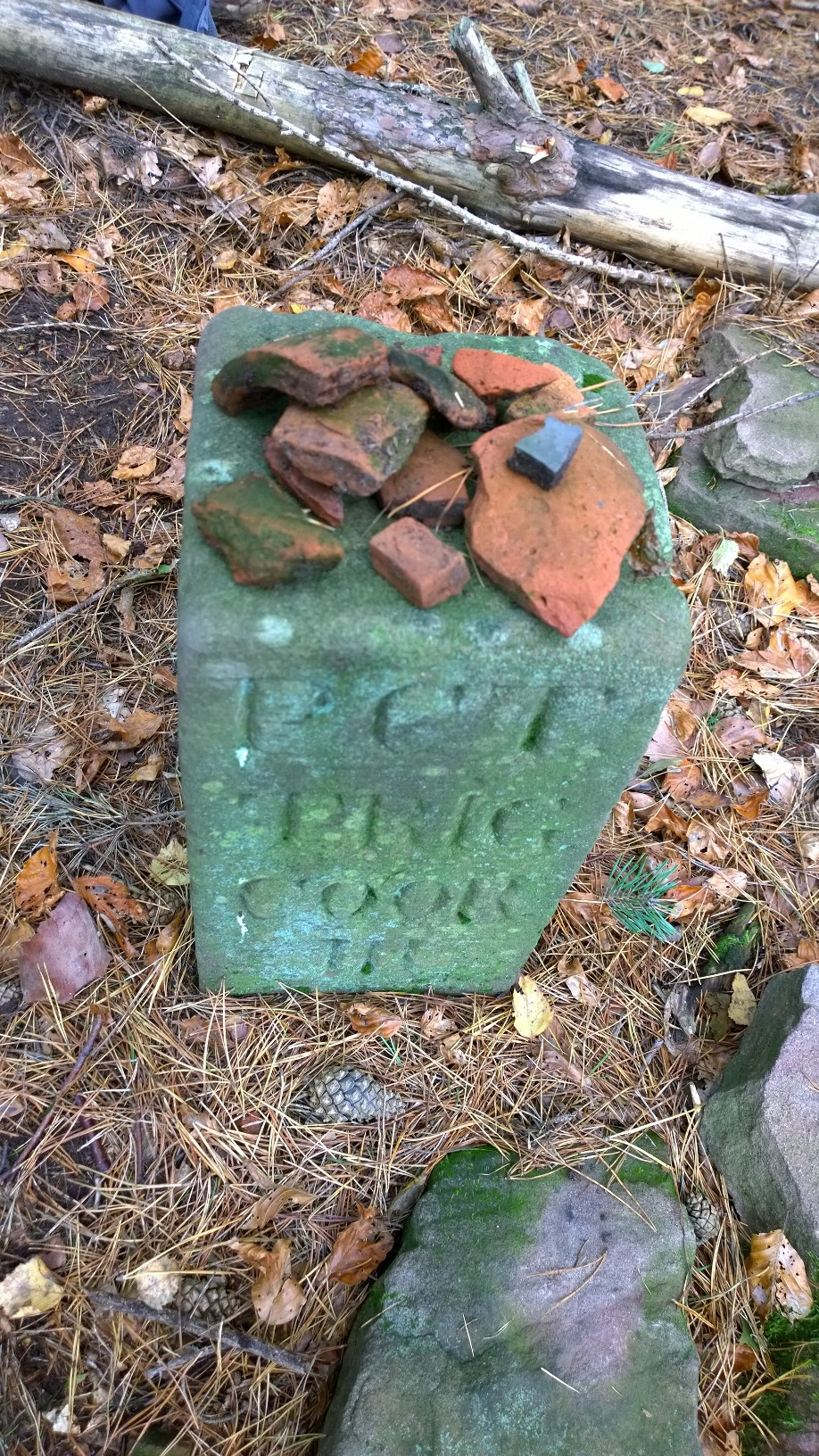
Lesefunde von Tonscherben

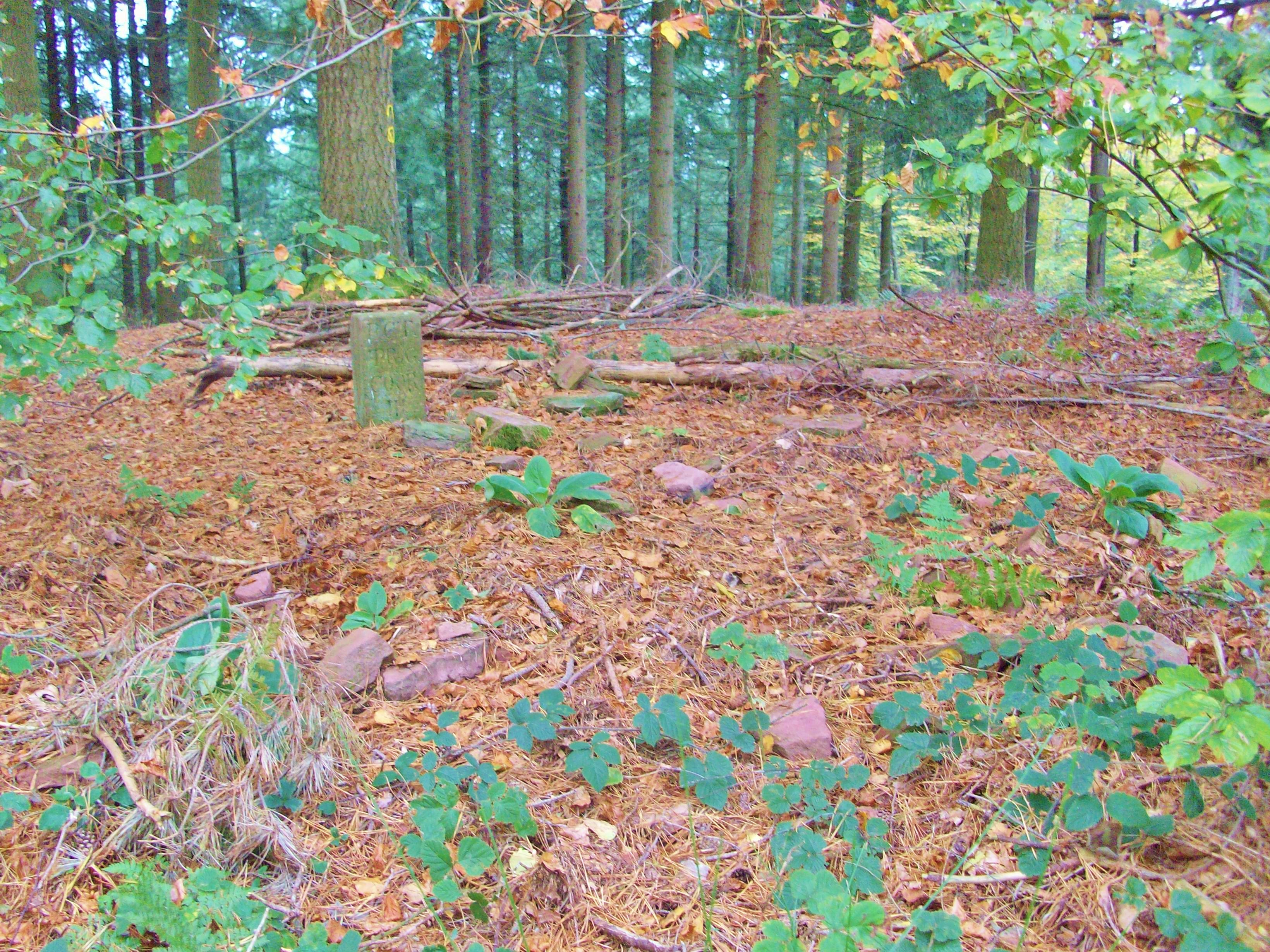
Die vermutlich unvollendete hochmittelalterliche Burganlage. Blick von Südwest zum Burg-Plateau mit dem trigonometrischen Punkt.

Eventuell handelt es sich um einen unvollendeten Burgbau, der nach Ausgrabung unter Eduard Anthes kurz vor 1900 als „hochmittelalterlich“ (11. bis 13. Jahrhundert) datiert werden kann. Ob die Anlage auf dem Stutz eine vorzeitliche oder frühmittelalterliche Ringwallanlage oder eine hochmittelalterliche (eventuell unausgebaute) Kleinburg war, wurde aber nicht durch archäologische Untersuchungen in neuerer Zeit eindeutig nachgewiesen. In Zustand und Größe kann die Anlage gut mit der Altenburg im unterfränkischen Spessart verglichen werden.

## Beschreibung
Der etwa 0,25 ha große Burgstall auf der dicht bewaldeten, schwer zugänglichen Kuppe des Stutz zeigt noch eine elliptische, mit der längeren Achse von Südwest- nach Nordostrichtung verlaufende Ringwallanlage, die von einem Ringgraben mit einem Umfang von etwa 160 Metern begleitet wird. Ihr längerer Südwest-Nordost-Durchmesser beträgt ca. 65 m, ihr kürzerer Südost-Nordwest Durchmesser ist etwa 48 m lang. Ein ebenes Plateau im Innern hat Maße von etwa 15 mal 15 Metern auf dem sich ein trigonometrischer Punkt befindet. An den beiden Seiten des längeren Durchmessers entlang der Höhenlinie finden sich noch zwei flache Halsgräben mit Wallsicherung jeweils knapp 15 m vom Ringwall entfernt. Nach Nordwesten und Südosten fällt der Berg steiler in das Tal des Neckarzuflusses Itter bzw. seines Zulaufs Fahrbach ab.
Der durchgängig etwa zwei Meter breite Burggraben ist heute noch zwischen 0,4 und etwa 1 Meter tief. Auf der nördlichen, flacher verlaufenden Bergseite finden sich auf der Außenseite verstürzte Steine, die auf eine Mauer hindeuten. Auf der südlichen Grabenseite liegen noch größere verstürzte Steine (bis etwa 0,6 m × 1,5 m × 0,4 m) über die innere Ringseite verteilt bis vor dem Ringgraben. Oberhalb zum trigonometrischen Punkt hinauf liegen größere Mengen kleinerer Steine mit etwa den Ausmaßen von Ziegelsteinen. Dort wurden auch Lesefunde von kleineren gebogen und gerade gebrannten Keramikresten gemacht.

## Denkmalschutz
Der Bereich der Burganlage ist ein Bodendenkmal und damit nach dem Hessischen Denkmalschutzgesetz ein Kulturdenkmal. Nachforschungen und gezieltes Sammeln von Funden sind genehmigungspflichtig, Zufallsfunde an die Denkmalbehörden zu melden.